# The Golden Casket
The Golden Casket è il settimo album in studio del gruppo rock alternativo americano Modest Mouse, pubblicato il 25 giugno 2021 su Epic Records. Prodotto da Dave Sardy e Jacknife Lee, l'album è stato preceduto dai singoli We Are Between, Leave a Light On e The Sun Hasn't Left.
L'album è l'ultimo a presentare il chitarrista Jim Fairchild e la musicista Lisa Molinaro: entrambi hanno lasciato la band pochi giorni prima dell'uscita dell'album. Questo è stato anche l'ultimo album con la partecipazione del batterista e co-fondatore del gruppo Jeremiah Green, prima della sua morte nel dicembre 2022.

## Tracce
1. Fuck Your Acid Trip – 3:11
2. We Are Between – 3:52
3. We're Lucky – 2:44
4. Walking and Running – 3:01
5. Wooden Soldiers – 5:55
6. Transmitting Receiving – 5:40
7. The Sun Hasn't Left – 4:23
8. Lace Your Shoes – 5:25
9. Never Fuck a Spider on the Fly – 4:56
10. Leave a Light On – 4:18
11. Japanese Trees – 3:05
12. Back to the Middle – 3:52

## Recensioni
The Golden Casket ha ricevuto recensioni generalmente positive dalla critica. Su Metacritic, che assegna una valutazione normalizzata su 100 alle recensioni della critica, l'album ha ricevuto un punteggio medio di 78, che indica "recensioni generalmente favorevoli", sulla base di 12 recensioni. L'obiezione più forte è arrivata da Kory Grow; recensendo per Rolling Stone, Grow ha definito l'album "strutturato e disordinato quanto umanamente possibile", scrivendo: "Come molti dischi dei Modest Mouse, The Golden Casket suona disordinato". Al contrario, Evan Rytlewskia di Pitchfork ha definito l'album una "processione di piaceri tattili che risuonano, risuonano, risuonano». Jordan Bassett di NME ha dato all'album cinque stelle, etichettandolo come un "magistrale patchwork psichedelico".